# Ministère de l'Environnement (Estonie)
Pour les articles homonymes, voir Ministère de l'Environnement.
Le ministère de l’Environnement (en estonien : Keskkonnaministeerium) est un ministère chargé de la politique environnementale en Estonie
Depuis le 17 avril 2023, le ministre de l'Environnement est Kristen Michal.

## Présentation
Le ministère de l'Environnement est chargé de la question des politiques concernant le climat, les ressources minérales, la sensibilisation à l'environnement, la pêche et la chasse en Estonie. 
Les responsabilités du ministère couvrent les activités suivantes :
- organiser la protection de l'environnement et de la nature du pays ;
- effectuer des tâches liées aux collectes de données foncières et spatiales ;
- organiser l'utilisation, la protection, la reproduction et la comptabilité des ressources naturelles ;
- assurer la radioprotection ;
- accomplir des tâches liées à l'atténuation du changement climatique ;
- surveillance de l'environnement;
- organisation d'observations météorologiques, de recherches naturelles et marines, de travaux géologiques , cartographiques et  géodésiques ;
- tenir le cadastre foncier;
- organiser l'utilisation de moyens externes de protection de l'environnement et
- préparation des documents stratégiques et des projets de loi pertinents.